# 德洛伊特 (內布拉斯加州)
德洛伊特（英語：Deloit）是位於美國內布拉斯加州霍爾特縣的非建制地區。

## 歷史
德洛伊特的郵局於1879年設立，其後於1911年停運。

## 地理
德洛伊特所處的海拔為高於海平面593米（即1946英呎），而該地所採用的時區為UTC-6，即北美中部时区（CST）。同時該地設有夏令時間，為UTC-6調快一小時，即UTC-5（CDT）。